# Paesi Bassi ai X Giochi olimpici invernali
I Paesi Bassi parteciparono ai X Giochi olimpici invernali, svoltisi a Grenoble, Francia, dal 6 al 18 febbraio 1968, con una delegazione di 9 atleti impegnati in una disciplina.

## Medagliere

### Per discipline
| Sport                   | Oro | Argento | Bronzo | Totale |
| ----------------------- | --- | ------- | ------ | ------ |
| Pattinaggio di velocità | 3   | 3       | 3      | 9      |
| Totale                  | 3   | 3       | 3      | 9      |

### Medaglie
| Medaglia | Atleta            | Sport                   | Evento           |
| -------- | ----------------- | ----------------------- | ---------------- |
| Oro      | Kees Verkerk      | Pattinaggio di velocità | 1500 m maschile  |
| Oro      | Carolina Geijssen | Pattinaggio di velocità | 1000 m femminile |
| Oro      | Ans Schut         | Pattinaggio di velocità | 3000 m femminile |
| Argento  | Ard Schenk        | Pattinaggio di velocità | 1500 m maschile  |
| Argento  | Kees Verkerk      | Pattinaggio di velocità | 5000 m maschile  |
| Argento  | Carolina Geijssen | Pattinaggio di velocità | 1500 m femminile |
| Bronzo   | Petrus Nottet     | Pattinaggio di velocità | 5000 m maschile  |
| Bronzo   | Stien Kaiser      | Pattinaggio di velocità | 1500 m femminile |
| Bronzo   | Stien Kaiser      | Pattinaggio di velocità | 3000 m femminile |